# Jackson 5-diszkográfia
A The Jackson 5 (később: The Jacksons) együttes diszkográfiája.

## Albumok
A Motown kiadónál (The Jackson 5)
| Év   | Cím                                                                          | US eladás  | Eladások világszerte |
| ---- | ---------------------------------------------------------------------------- | ---------- | -------------------- |
| 1969 | Diana Ross Presents the Jackson 5                                            | 4 millió   | 5 millió             |
| 1970 | ABC                                                                          | 4.1 millió | 5.7 millió           |
| 1970 | Third Album                                                                  | 4.7 millió | 6 millió             |
| 1970 | The Jackson 5 Christmas Album                                                |            | 3.5 millió           |
| 1971 | Maybe Tomorrow                                                               | 3.2 millió | 3.9 millió           |
| 1971 | Goin’ Back to Indiana                                                        | 2.1 millió | 2.6 millió           |
| 1972 | Lookin’ Through the Windows                                                  | 2.9 millió | 3.5 millió           |
| 1973 | Skywriter                                                                    | 1.8 millió | 2.8 millió           |
| 1973 | The Jackson 5 in Japan (csak Japánban; az USA-ban a Motown adta ki 2004-ben) |            |                      |
| 1973 | G.I.T.: Get It Together                                                      | 1.4 millió | 2 millió             |
| 1974 | Dancing Machine                                                              | 2 millió   | 2.6 millió           |
| 1975 | Moving Violation                                                             | 1.3 millió | 1.6 millió           |
| 1976 | Joyful Jukebox Music (válogatásalbum archív dalokból)                        | 123 000    | 202 000              |
| 1979 | Boogie (válogatásalbum archív dalokból)                                      | 38 000     | 39 000               |
| 1992 | The Jacksons: An American Dream (filmzene)                                   | 288 000    | 1.1 millió           |

A CBS kiadónál (The Jacksons)
| Év   | Cím                 | Minősítés (USA) | Eladások világszerte |
| ---- | ------------------- | --------------- | -------------------- |
| 1976 | The Jacksons        | Arany           | TBC                  |
| 1977 | Goin’ Places        | —               |                      |
| 1978 | Destiny             | Platina         | 1.8 millió           |
| 1980 | Triumph             | Platina         | 1.9 millió           |
| 1981 | The Jacksons Live!  | Arany           |                      |
| 1984 | Victory             | 2× platina      | 7 millió             |
| 1989 | 2300 Jackson Street | —               |                      |

## Kislemezek
A Steeltown Records kiadónál (The Jackson 5/Michael Jackson)
- 1968 – Big Boy/You’ve Changed – több mint 10 000 elkelt példány[3]
- 1968 – We Don’t Have to Be Over 21 (to Fall in Love)/Jam Session
- 1968 – Let Me Carry Your School Books/I Never Had a Girl ("The Ripples and Waves plus Michael")

A Dynamo kiadónál (The Jackson 5)
- 1969 – We Don’t Have to Be Over 21 (to Fall in Love)/Some Girls Want Me for Their Lover[4]

A Motown kiadónál (The Jackson 5)
| 1969                                                    | I Want You Back                 | 1  | 1  | 2  | 6  |
| 1970                                                    | ABC                             | 1  | 1  | 8  | —  |
| 1970                                                    | The Love You Save               | 1  | 1  | 7  | —  |
| 1970                                                    | I’ll Be There                   | 1  | 1  | 4  | 14 |
| 1970                                                    | Santa Claus Is Coming to Town   | —  | —  | 43 | —  |
| 1970                                                    | I Saw Mommy Kissing Santa Claus | —  | —  | —  | —  |
| 1971                                                    | Mama’s Pearl                    | 2  | 2  | 25 | —  |
| 1971                                                    | Never Can Say Goodbye           | 2  | 1  | 33 | —  |
| 1971                                                    | Maybe Tomorrow                  | 20 | 3  | —  | —  |
| 1971                                                    | Sugar Daddy                     | 10 | 3  | —  | —  |
| 1972                                                    | Little Bitty Pretty One         | 13 | 8  | —  | —  |
| 1972                                                    | Lookin’ Through the Windows     | 16 | 5  | 9  | —  |
| 1972                                                    | Doctor My Eyes                  | —  | —  | 9  | —  |
| 1972                                                    | Corner of the Sky               | 18 | 9  | —  | —  |
| 1973                                                    | Hallelujah Day                  | 28 | 10 | 20 | —  |
| 1973                                                    | Skywriter                       | —  | —  | 25 | —  |
| 1973                                                    | Get It Together                 | 28 | 2  | —  | —  |
| 1974                                                    | The Boogie Man                  | —  | —  | —  | —  |
| 1974                                                    | Dancing Machine                 | 2  | 1  | —  | —  |
| 1974                                                    | Whatever You Got I Want         | 38 | 3  | —  | —  |
| 1974                                                    | Life of the Party               | —  | —  | —  | —  |
| 1974                                                    | I Am Love                       | 15 | 5  | —  | —  |
| 1975                                                    | Forever Came Today              | 60 | 6  | —  | —  |
| 1975                                                    | All I Do Is Think of You        | —  | 50 | —  | —  |
| A „—” azt jelenti, hogy nem került fel a slágerlistákra |                                 |    |    |    |    |

A CBS kiadónál (The Jacksons)
| 1976                                                    | Enjoy Yourself                       | 6  | 2  | 42 | —  |
| 1977                                                    | Show You the Way to Go               | 28 | 6  | 1  | 5  |
| 1977                                                    | Dreamer                              | —  | —  | 22 | —  |
| 1977                                                    | Goin’ Places                         | 52 | 8  | 26 | 13 |
| 1977                                                    | Even Though You’re Gone              | —  | —  | 31 | —  |
| 1978                                                    | Different Kind of Lady               | —  | —  | —  | —  |
| 1978                                                    | Music’s Taking Over                  | —  | —  | —  | —  |
| 1978                                                    | Find Me a Girl                       | —  | 38 | —  | —  |
| 1978                                                    | Blame It on the Boogie               | 54 | 3  | 8  | 15 |
| 1979                                                    | Shake Your Body (Down to the Ground) | 7  | 3  | 4  | 9  |
| 1979                                                    | Destiny                              | —  | —  | 39 | —  |
| 1980                                                    | Lovely One                           | 12 | 2  | 29 | 17 |
| 1980                                                    | This Place Hotel                     | 22 | 2  | 44 | —  |
| 1981                                                    | Can You Feel It                      | 77 | 30 | 6  | 12 |
| 1981                                                    | Walk Right Now                       | 73 | 50 | 7  | 16 |
| 1981                                                    | Time Waits for No One                | —  | —  | —  | —  |
| 1981                                                    | Things I Do for You                  | —  | —  | —  | —  |
| 1984                                                    | State of Shock (Mick Jaggerrel)      | 3  | 4  | 14 | 8  |
| 1984                                                    | Torture                              | 17 | 12 | 26 | 13 |
| 1984                                                    | Body                                 | 47 | 39 | 94 | —  |
| 1984                                                    | Wait                                 | —  | —  | —  | —  |
| 1987                                                    | Time Out for the Burglar             | —  | 88 | —  | —  |
| 1988                                                    | 2300 Jackson Street                  | —  | 9  | —  | —  |
| 1989                                                    | Nothing (That Compares 2 You)        | 77 | 4  | 33 | —  |
| 1989                                                    | Art of Madness                       | —  | —  | —  | —  |
| A „—” azt jelenti, hogy nem került fel a slágerlistákra |                                      |    |    |    |    |